# Synegia cumulata
Synegia cumulata là một loài bướm đêm trong họ Geometridae.